# Broughton in Furness
Koordinaten: 54° 17′ N, 3° 13′ W

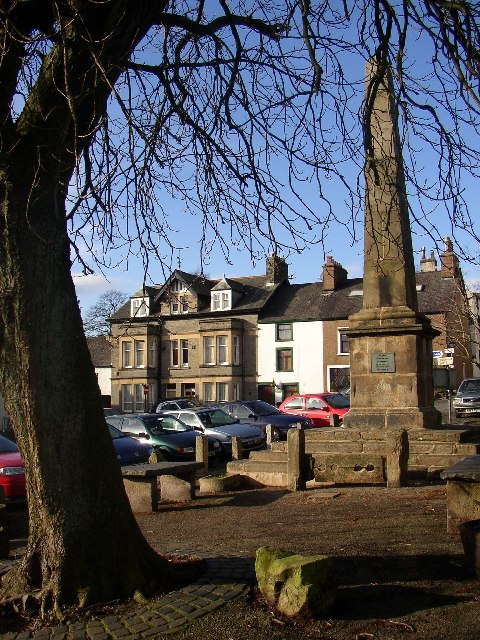
Der Obelisk in Broughton-in-Furness

Broughton in Furness ist ein Ort am südlichen Rand des Lake District National Park in Cumbria, England. Der Ort gehörte bis 1974 zu Lancashire und kam dann durch den Local Government Act zu Cumbria. 
Der Ort wird im Domesday Book als zum Besitz von Tostig Godwinson gehörend erwähnt. Der Ort wurde zum Handelsplatz für landwirtschaftliche Produkte und Fische aus der Region.
1810 wurde ein Obelisk auf dem zentralen Platz zur Erinnerung an das 25-jährige Kronjubiläum von Georg III. errichtet.
1859 wurde Broughton in Furness durch den Coniston Abzweig der Furness Railway an die Eisenbahn angeschlossen. Der Bahnhof wurde 1958 geschlossen als die Bahnstrecke eingestellt wurde. Der nächste Bahnhof liegt seit dem 3 km entfernt in Foxfield an der Furness Line.

## Persönlichkeiten
- Myles Cooper (1736 oder 1737 – 1785), anglikanischer Priester, Präsident des Kings College 1765–1775